# Pericallis
Pericallis es un pequeño género de 15 especies de plantas con flores perteneciente a la familia Asteraceae, nativo de las Islas Canarias y Madeira. El género incluye plantas herbáceas y pequeños arbustos. En el pasado estaba incluido en los géneros Cineraria o Senecio. Comprende 21 especies descritas y de estas, solo 15 aceptadas.
La especie (Pericallis × hybrida) es un híbrido entre P. cruenta y P. lanata. 

## Taxonomía
El género fue descrito por David Don y publicado en The British Flower Garden, . . . series 2 3: pl. 228. 1834.

## Especies aceptadas
A continuación se brinda un listado de las especies del género Pericallis aceptadas hasta julio de 2012, ordenadas alfabéticamente. Para cada una se indica el nombre binomial seguido del autor, abreviado según las convenciones y usos.
- Pericallis appendiculata (L.f.) B.Nord.
- Pericallis aurita (L'Hér.) B.Nord.
- Pericallis cruenta (L'Hér.) Bolle
- Pericallis echinata (L.f.) B.Nord.
- Pericallis hadrosoma (Svent.) B.Nord.
- Pericallis hansenii (G.Kunkel) Sunding
- Pericallis hybrida (Regel) B.Nord.
- Pericallis lanata (L'Hér.) B.Nord.
- Pericallis malvifolia (L'Hér.) B.Nord.
- Pericallis multiflora (L'Hér.) B.Nord.
- Pericallis murrayi (Bornm.) B.Nord.
- Pericallis papyracea (DC.) B.Nord.
- Pericallis steetzii (Bolle) B.Nord.
- Pericallis tussilaginis (L'Hér.) D.Don
- Pericallis webbii (Sch.Bip.) Bolle